# خشکی‌زایی
حرکت‌های خشکی‌زایی (به انگلیسی: Epeirogenic movement) به آن دسته از حرکات پوسته زمین گفته می‌شود که مدت زمان تاثیرشان زیاد و شدت آن‌ها کم است. در این حرکات قسمتی از پوسته زمین به‌طور آرام در مدت فوق‌العاده طولانی به‌طور قائم پایین یا بالا می‌رود. از جمله این حرکات بالا رفتن قسمت‌های سطح زمین یا پایین رفتن پوسته زمین و تشکیل حوضه‌ها می‌باشد که باعث پیش‌روی و پس‌روی اقیانوس می‌گردد.
در اثر حرکات خشکی‌زایی ساختمان‌های زمین‌شناسی تقریباً ثابت مانده و ساختمان‌های جدیدی تولید نمی‌گردد، بلکه این حرکات موجب تغییرات عمده‌ای در نواحی رسوب‌گذاری شده و سواحل دریاها را تغییر می‌دهد. وقتی در اثر حرکات خشکی‌زایی ناحیه‌ای به آهستگی نشست می‌کند، دریا به‌تدریج در آن پیشرفت می‌کند و آب دریا نواحی وسیعی از آن را می‌پوشاند و در نتیجه ناحیه رسوب‌گذاری وسعت می‌یابد. چنین پدیده‌ای را پیش‌روی دریا (Marine transgression) می‌نامند. برعکس اگر ناحیه‌ای در اثر خشکی‌زایی به آهستگی صعود نماید، در این ناحیه دریا به‌تدریج عقب‌نشینی می‌کند و چنین پدیده‌ای را پس‌روی دریا (Marine regression) می‌نامند. ایسنا